# 周璁
周璁（1448年—？），字潤夫，江西饒州府安仁縣人，民籍，明朝政治人物。進士出身。

## 生平
早年出身縣學增廣生，江西鄉試第五十五名。成化十四年（1478年）戊戌科會試第三百一名，殿試登進士第二甲第十二名。

## 家族
曾祖父周叔贇。祖父周正，曾任通判。父亲周冕。具庆下。娶辜氏。